# Alexis-Ignace de Crestin
Pour les articles homonymes, voir Crestin.
Alexis-Ignace de Crestin, né le 19 décembre 1763 et mort en juillet 1794, est un militaire français.
Lieutenant sur la frégate La Recherche lors de l'Expédition d'Entrecasteaux.

## Biographie

### Origines
Alexis-Ignace de Crestin est le troisième fils de Christophe de Crestin (1720-1786), garde du corps du roi et officier de cavalerie au sein du régiment de Bourbon-Busset et de sa femme, Marie-Françoise, fille d'Alexis Bayard de La Ferté, grand juge à Saint-Claude.

### Carrière militaire
Le 10 février 1780, à 17 ans, il entre dans la Marine royale comme aspirant-garde de marine. Le 11 juillet 1781, il est promu garde de marine et créé lieutenant de vaisseau, par brevet, le 25 octobre 1787.
Il prend part aux voyages d'exploration au Levant, en Inde et en Chine, sous les ordres du contre-amiral d'Entrecasteaux. Ce dernier, ayant été nommé gouverneur général des îles de France et de Bourbon, le choisit comme aide de camp.
En 1791, il fait partie des membres de l'expédition envoyée par l'Assemblée constituante et par le Roi Louis XVI à la recherche de « Monsieur de La Pérouse » dont on était sans nouvelles depuis trois ans. Le 28 septembre 1791, il quitte le porte de Brest à bord de la frégate La Recherche, avec le grade de lieutenant.
Au cours de cette expédition, qui devait durer plus de cinq ans, il est fait Chevalier de l'ordre de Saint-Louis. À la mort de d'Entrecasteaux et du capitaine de l'L'Espérance Huon de Kermadec, il devient commandant en second de La Recherche. Après que les deux frégates, commandées par le royaliste Hesmivy d'Auribeau, se sont rendues aux Hollandais, plutôt que de rentrer en France, sous La Terreur; il débarque sur l'île de Java.
Il décède, comme la plupart des membres de l'expédition, en juillet 1794 à Batavia (Indes néerlandaises).

### Honneurs et postérité
Il a donné son nom au "Cap Crestin".

## Sources et bibliographie
- Jean-Baptiste-Pierre Jullien de Courcelles, Dictionnaire universel de la noblesse de France sur Google Livres, Bureau Général de la Noblesse de France, 1821, p. 168
- Jean-Pierre Ledru, D'Entrecasteaux à la recherche de la Pérouse: Deux sabots sur la mer sur Google Livres, La Découvrance, 2007